# Plectocephalus rothrockii
Plectocephalus rothrockii là một loài thực vật có hoa trong họ Cúc. Loài này được (Greenm.) D.J.N.Hind miêu tả khoa học đầu tiên năm 1996.